# Да ли сте видели ову жену?
Да ли сте видели ову жену? је српски и хрватски филм из 2022. године по сценарију и у режији Матије Глушчевића и Душана Зорића. Премијерно је приказан на 79. филмском фестивалу у Венецији.

## Радња
Да ли сте видели ову жену? је егзистенцијална драма са елементима фантазије и надреалног. Филм је подељен на три поглавља, три чина који прате три различита живота једне истоимене средовечне жене - Драгиње. Не бирајући средства и често занемарујући сопствени разум, свака Драгиња на свој начин покушава да „искочи из своје коже”. Свако поглавље је нови Драгињин карактер и нова шанса коју она добија након суочавања с претходним неуспехом.

## Награде
- Награда Фестивала ауторског филма у Београду
- Награда за најбољу режију на Међународном филмском фестивалу у Бангкоку[1]
- Гран при за најбољи филм на 51. филмском фестивалу у Сопоту

## Улоге
| Глумац              | Улога   |
| ------------------- | ------- |
| Ксенија Маринковић  | Драгиња |
| Исидора Симијоновић | Мала    |
| Борис Исаковић      | Зоран   |
| Милош Тимотијевић   |         |
| Милош Самолов       |         |
| Исидора Минић       |         |
| Бојан Жировић       |         |
| Олга Одановић       |         |
| Радоје Чупић        |         |
| Татјана Венчеловски |         |
| Ненад Ћирић         |         |
| Горан Богдан        | мацан   |
| Власта Велисављевић | тата    |
| Јасна Ђуричић       | Јагода  |
| Милица Михајловић   |         |
| Ивана Вуковић       | Мила    |
| Алекс Електра       | Тина    |
| Федор Ђоровић       |         |
| Марко Васиљевић     |         |
| Милош Пантић        |         |